# 시즈오카 철도 시즈오카시미즈선
시즈오카시미즈 선(일본어: 静岡清水線)은 시즈오카 철도의 유일한 철도이다. 일본 시즈오카현 시즈오카시 아오이구에 위치한 신시즈오카 역과 시미즈구에 위치한 신시미즈 역을 잇는다.

## 운행 형태
모든 열차가 보통 열차(완행열차)이며 1인 승무의 2량 편성이 되어 있다. 시격 (時隔) 은 거의 6분 간격이며 평일 출근시에는 5분 간격이 될 시간대가 있다. 시, 종점 역간의 소요 시간은 20분이다. 1996년 이전에는 급행 열차가 있던 시기가 있었다. 모든 역에 AFC 시스템 및 IC 카드식 승차권 충전기를 갖추어 있다.

## 차량
- A3000계
- 1000계

## 역 목록
| 역 이름            | 일본어 이름  | 영업 거리 (km) | 접속 노선                                              | 소재지     | 소재지     | 소재지                     |
| ------------------ | ------------ | -------------- | ------------------------------------------------------ | ---------- | ---------- | -------------------------- |
| 신시즈오카         | 新静岡       | 0.0            | 도카이도 신칸센(시즈오카역) 도카이도 본선(시즈오카 역) | 시즈오카현 | 시즈오카시 | 아오이구                   |
| 히요시초           | 日吉町       | 0.5            |                                                        | 시즈오카현 | 시즈오카시 | 아오이구                   |
| 오토와초           | 音羽町       | 1.0            |                                                        | 시즈오카현 | 시즈오카시 | 아오이구                   |
| 가스가초           | 春日町       | 1.5            |                                                        | 시즈오카현 | 시즈오카시 | 아오이구                   |
| 유노키             | 柚木         | 2.0            |                                                        | 시즈오카현 | 시즈오카시 | 아오이구                   |
| 나가누마           | 長沼         | 3.1            | 도카이도 본선(히가시시즈오카 역)                       | 시즈오카현 | 시즈오카시 | 아오이구                   |
| 후루쇼             | 古庄         | 3.8            |                                                        | 시즈오카현 | 시즈오카시 | 아오이구                   |
| 겐소고운도조       | 県総合運動場 | 4.8            | 스루가구                                               | 시즈오카현 | 시즈오카시 |                            |
| 겐리쓰비주쓰칸마에 | 県立美術館前 | 5.7            | 시미즈구                                               | 시즈오카현 | 시즈오카시 |                            |
| 구사나기           | 草薙         | 6.4            | 시미즈구                                               | 시즈오카현 | 시즈오카시 | 도카이도 본선(구사나기 역) |
| 미카도다이         | 御門台       | 7.4            | 시미즈구                                               | 시즈오카현 | 시즈오카시 |                            |
| 기쓰네가사키       | 狐ヶ崎       | 8.3            | 시미즈구                                               | 시즈오카현 | 시즈오카시 |                            |
| 사쿠라바시         | 桜橋         | 10.0           | 시미즈구                                               | 시즈오카현 | 시즈오카시 |                            |
| 이리에오카         | 入江岡       | 10.3           | 시미즈구                                               | 시즈오카현 | 시즈오카시 |                            |
| 신시미즈           | 新清水       | 11.0           | 시미즈구                                               | 시즈오카현 | 시즈오카시 | 도카이도 본선(시미즈역)    |